# تلاقی برگشتی

این تصویر تلاقی برگشتی یک موش هتروزیگوت را از یک پس‌زمینه ژنتیکی به پس‌زمینه ژنتیکی دیگر نشان می‌دهد. در این مثال، حذف ژن روی سلول‌های 129/Sv انجام می‌شود و سپس به پس‌زمینه ژنتیکی C57B/6J منتقل می‌شود. با هر بار تلاقی متوالی، درصد DNA C57B/6J که ژنوم فرزندان را تشکیل می‌دهد افزایش می‌یابد.

تلاقی برگشتی یا تلاقی با والد (به انگلیسی: Backcrossing)، بک تلاقی (کراسینگ) عبارت است از تلاقی یک هیبرید با یکی از والدینش یا فردی که از نظر ژنتیکی شبیه به والدینش است تا به فرزندانی با هویت ژنتیکی نزدیک‌تر به والدینش برسد. از آن در باغبانی، پرورش جانوران و تولید جانداران ژنتیکی استفاده می‌شود.
هیبریدهای تلاقی‌شده گاهی با مخفف "BC" توصیف می‌شوند. به عنوان مثال، یک هیبرید F1 که با یکی از والدین خود (یا یک فرد از نظر ژنتیکی مشابه) تلاقی داده شده‌است را می‌توان هیبرید BC1 نامید، و تلاقی بیشتر هیبرید BC1 به همان والد (یا یک فرد از نظر ژنتیکی مشابه) یک هیبرید BC2 تولید می‌کند.